# Кім Бу Гьом
Кім Бу Гьом (21 січня 1958 , Санджу, Північна провінція Кьонсан ) — південнокорейський політик, що обіймав посаду прем'єр-міністра Південної Кореї 14 травня 2021 — 11 травня 2022.
2017—2019: обіймав посаду міністра внутрішніх справ і безпеки.
Як члена Демократичної партії обрано депутатом Національної асамблеї від 1-го виборчого округу Сусон 2016—2020, та депутатом від Гунпо 2000—2012, від Великої національної партії

На парламентських виборах 2016 року у Тегу Кім переміг Кім Мун Су, здобувши 62,5 %, що стало першим обранням члена Ліберальної партії в цьому місті з 1985.

Кім раніше балотувався на посаду мера Тегу на місцевих виборах 2014 року і здобув 40 % голосів виборців, що в той час вважалося надзвичайно великою кількістю в оплоті консерваторів.
В 2014 році він заявив, що сподівається «подолати бар'єр регіоналізму».